# Monasterio de Santo Domingo en San Sebastián
El Monasterio de Santo Domingo en San Sebastián (España) construido en el siglo XVI era regentado por religiosas dominicas de clausura  y estuvo situado en el barrio del Antiguo en  el promontorio separador de sus playas de La Concha y Ondarreta.
Las primeras referencias apócrifas antecesoras al monasterio  datan de mediados del siglo IX y la describen como  un Santuario dedicado a San Sebastián compuesto de hospital/iglesia a favor de los peregrinos que se dirigían a Santiago de Compostela.
El primer documento existente data del 17 de abril de 1014 por la donación de la iglesia de San Sebastián  al Monasterio  de Leire efectuada por el rey Sancho III El Mayor de Navarra
En 1542 se edificó el monasterio de clausura denominado de Santo Domingo. Era  de religiosas dominicas y estaba anexo a la iglesia de San Sebastián ya existente que regentaban  frailes dominicos del Monasterio de San Telmo de San Sebastián. 
Durante la primera guerra carlista en el siglo XIX el edificio quedó destruido y fue reedificada en menores proporciones en 1842.

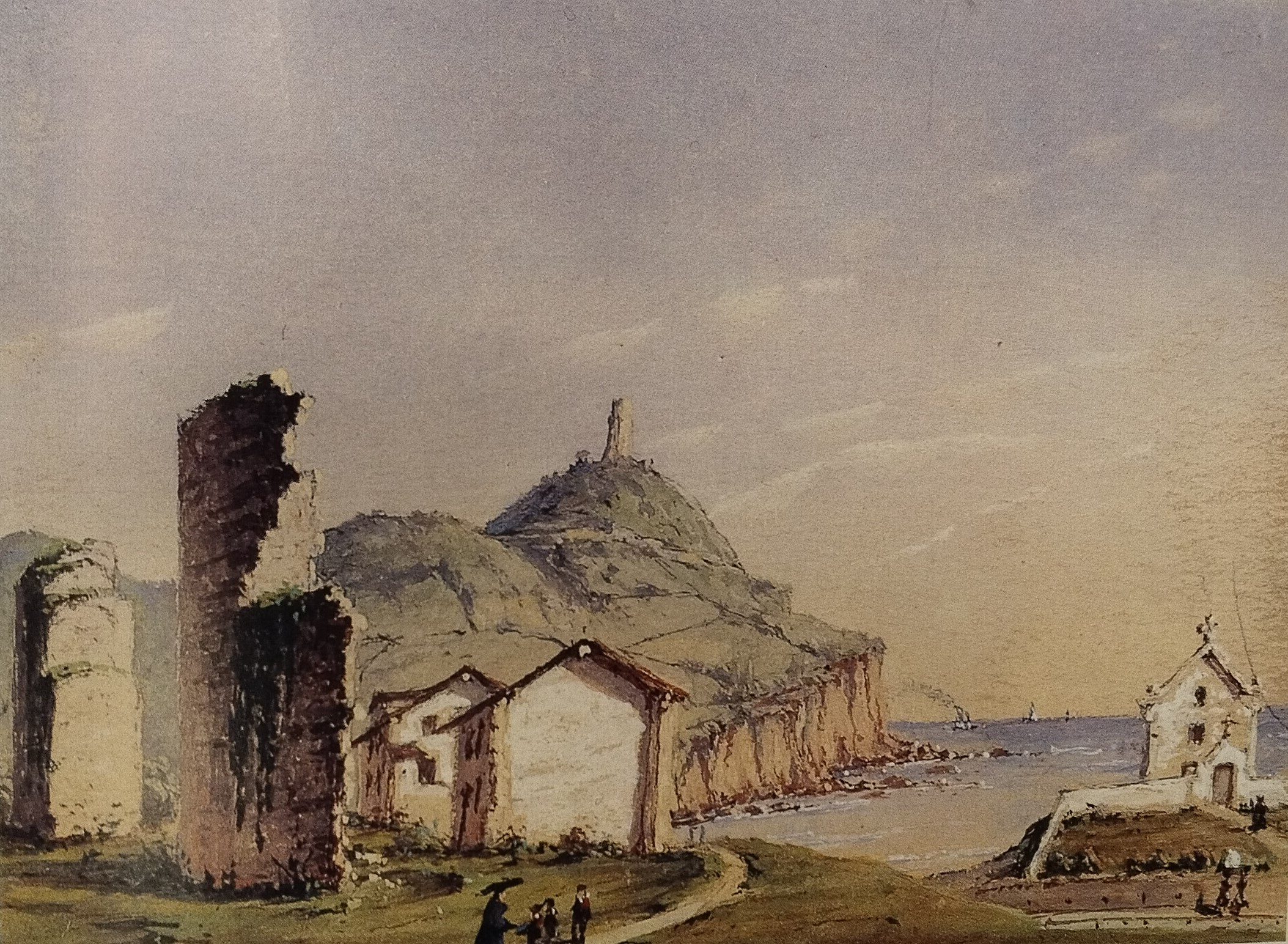
Ruinas Monasterio del Antiguo y Ermita Nuestra Señora de Loreto. 1863.

En 1891, sobre los terrenos que en su día ocupó el Monasterio , la Reina María Cristina edificó el Palacio de Miramar para lo que se trasladó la iglesia de San Sebastián a su situación actual. 

## Historia
Diversos escritos apócrifos de mediados del siglo IX sitúan la fundación de San Sebastián en el promontorio separador de sus playas de La Concha y Ondarreta. En este lugar se estableció  un santuario compuesto de hospital/iglesia a favor de los peregrinos que se dirigían a Santiago de Compostela. con advocación a San Sebastián.
Sin embargo, su existencia no está documentada hasta el 17 de abril de 1014 por la donación al Monasterio de Leire efectuada por el rey Sancho III Garcés El Mayor de Navarra.

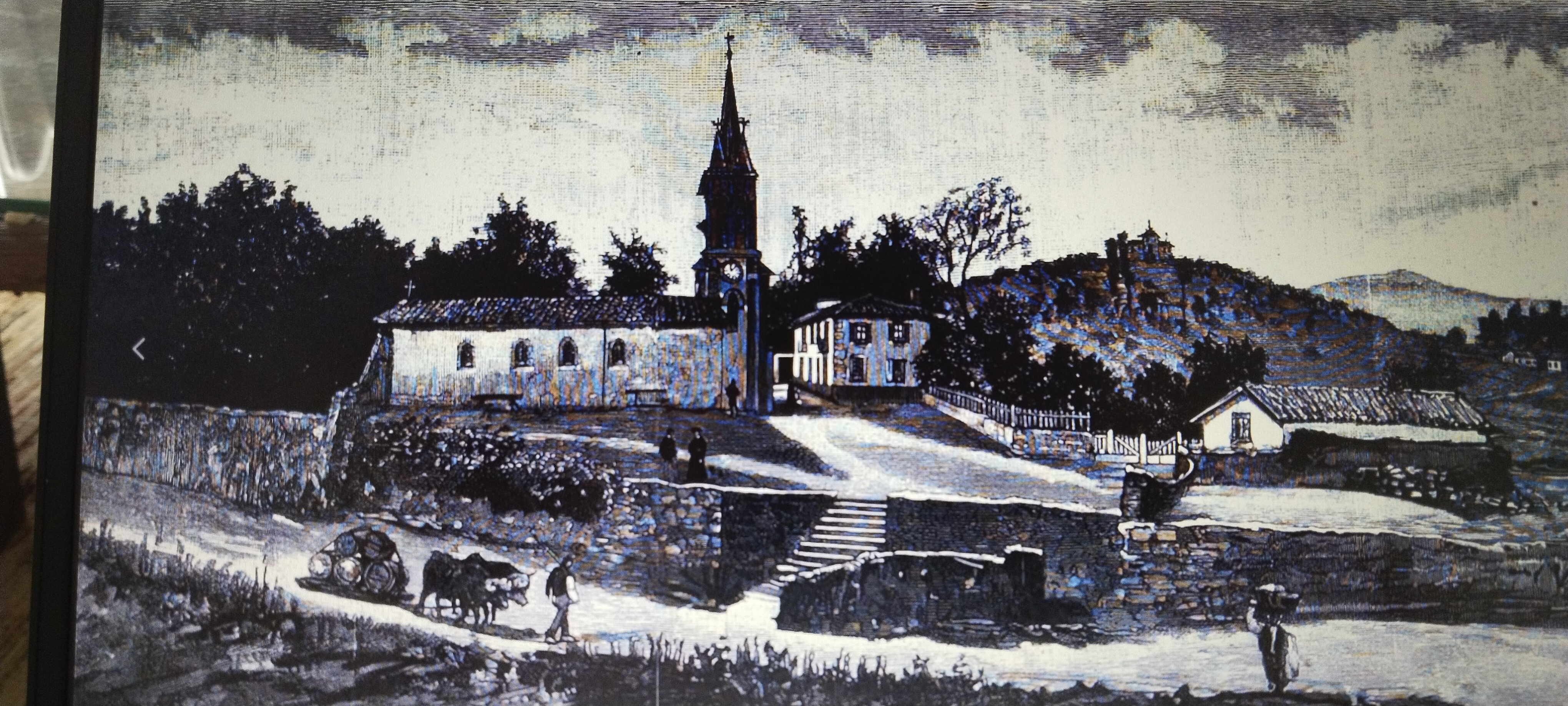
Iglesia de San Sebastián en 1890. Actual emplazamiento.

Sobre la autenticidad de éste documento ha habido controversias , pero parece fuera de duda el fundamento histórico.
En el transcurso del Concilio de Trento (1545-1563), el obispo Pedro Pacheco donó la iglesia de San Sebastián a los frailes dominicos del Monasterio de San Telmo para que con sus diezmos pudieran terminar de construir su monasterio en la ciudad.
Esta donación  iba condicionada a que los frailes dominicos construyeran un monasterio de clausura para religiosas dominicas (Monjas de la Orden de los Predicadores)  anexo a la iglesia de San Sebastián, llamado monasterio de Santo Domingo.
Este hecho suscitó un caso atípico en la Historia de la Orden de Predicadores: el que los frailes regentaran una parroquia y que las monjas vivieran en un complejo de la misma.
Las niñas ingresaban en el convento hacia los 4 años con la finalidad de que fueran educadas en el catolicismo y en las labores propias de su sexo, para acabar siendo casada. Una de las niñas que pasaron por el monasterio fue Catalina de Erauso.
A lo largo de la historia hubo diferentes mecenas  pero cabe destacar a los señores de Idiaquez que dieron un impulso importante a la construcción de ambos monasterios, el de San Telmo y el de Santo Domingo.
En el transcurso de la guerra de la independencia en 1808, el monasterio se transformó en un hospital de sangre.
En 1836, durante la primera guerra carlista, el Monasterio y la Iglesia  quedaron convertidos en ruinas, erigiéndose en 1842 una humilde iglesia construida con los  restos de la anterior.
En 1888 la Reina María Cristina compró los terrenos del promontorio donde  construiría en 1893 el Palacio de Miramar para sus estancias veraniegas.
La iglesia de San Sebastián trasladó su actividad a un nuevo edificio en su actual emplazamiento en 1889, dejando libre el terreno sobre el que está edificado el Palacio de Miramar.